# 2001年日本參議院選舉
第19屆日本參議院議員通常選舉於平成13年（2001年）7月29日舉行。這次選舉中，執政的自公保聯盟大勝，剛上任的首相小泉純一郎也因此確立了他在黨內的穩定政治基礎，得以大力推行改革。

## 概況
這次選舉是小泉純一郎上任之後的第一次全國選舉。小泉以極高人氣上台，掀起「小泉旋風」，民意支持率高達七至八成；而小泉內閣也有意進行大刀闊斧的改革，其中最重要的是一處理不良債權問題和調整市場結構為主的經濟改革（即後來的金融再生計劃）。不過小泉在黨內的地位尚未穩固，政策的推行受到諸多的阻礙。
在競選期間，小泉曾經發表電視演說表明：「我將挑戰自民黨，我將挑戰日本。我相信大多數自民黨員將支持小泉的改革。但是，如果自民黨內的反對者要聚集力量反對我，我作為黨總裁將采取行動瓦解這個黨！」
小泉的激進言論激發了大量民眾的同情和支持，選舉結果表明由於對改革的期盼，自民黨贏得了許多過去不曾支持自民黨的選民的支持，贏得選票數增加了50%。在該選的121席中，自民黨占據了64席（選前61席），而執政聯盟自公保三黨則總共獲得79席。
選舉的結果顯示民眾對小泉政府的信任和支持，小泉純一郎由此確立了他在黨內的穩定領導地位，黨內最大的派閥橋本派也宣布支持小泉改革；在此之後幾年，都沒有受到黨內非主流派的強力挑戰。而政府直至2003年也獲得兩院的穩定多數，使一系列的改革政策能夠順利制定和通過。

## 選舉數據

### 內閣
- 第一次小泉內閣（第87代）

### 公示日
- 2001年（平成13年）7月12日

### 投票日
- 2001年（平成13年）7月29日

### 改選数
- 121

（選舉區73、比例區48）
- 定額數減少

選舉區3（岡山、熊本、鹿兒島）
比例區2

### 選舉制度
- 地方區
  - 小選舉區制 ‐ 改選数27
    - 2人區（單記投票）　-　27

  - 中選舉區制 ‐ 改選数52
    - 4人區（單記投票）　-　15
    - 6人區（單記投票）　-　4
    - 8人區（單記投票）　-　1
- 比例區
  - 開放名單式比例代表制 ‐ 選出数48

## 選舉結果

參議院各黨派勢力示意圖

### 投票率
- 56.4%

※總務省統計

### 議席数
| 政黨名         | 改選 | 非改選 | 合計 |
| 執政黨         | 78   | 61     | 139  |
| -------------- | ---- | ------ | ---- |
| 自由民主黨     | 64   | 47     | 111  |
| 公明黨         | 13   | 10     | 23   |
| 保守黨         | 1    | 4      | 5    |
| 野党・無所属他 | 43   | 65     | 108  |
| 民主黨         | 26   | 33     | 59   |
| 自由黨         | 6    | 2      | 8    |
| 日本共產黨     | 5    | 15     | 20   |
| 社會民主黨     | 3    | 5      | 8    |
| 無黨派         | 3    | 10     | 13   |
| 合計           | 121  | 126    | 247  |

- 自由民主黨　-　改選64（共111）

| 總裁 小泉純一郎 | 幹事長 山崎拓 | 總務會長 堀內光雄 | 政務調査會長 麻生太郎 | 國會對策委員長 大島理森 | 參議院議員會長 竹山裕 |

- 公明黨　-　改選13（共23）

| 代表 神崎武法 | 代表代行 濱四津敏子 | 副代表 坂口力 鶴岡洋 | 幹事長 冬柴鐵三 | 政務調査會長 北側一雄 | 國會對策委員長 太田昭宏 | 參議院議員會長 鶴岡洋 | 常任顧問 石田幸四郎 市川雄一 續訓弘 藤井富雄 |

- 保守黨　-　改選1（共5）

| 黨首兼參議院議員會長 扇千景 | 幹事長 野田毅 | 政務調査會長 井上喜一 | 國會對策委員長 二階俊博 | 最高顧問 海部俊樹 |

- 民主黨　-　改選26（共59）

| 代表 鳩山由紀夫 | 特別代表 羽田孜 | 副代表 石井一 鹿野道彦 中野寬成 横路孝弘 | 幹事長 菅直人 | 政策調査會長 岡田克也 | 國會對策委員長 熊谷弘 | 參議院議員會長 角田義一 |

- 自由黨　-　改選6（共8）

| 黨首 小澤一郎 | 幹事長兼政策調査會長 藤井裕久 | 國會對策委員長 山岡賢次 | 參議院議員會長 田村秀昭 |

- 日本共產黨　-　改選5（共20）

| 中央委員會議長 不破哲三 | 幹部會委員長 志位和夫 | 幹部會副委員長 石井郁子 上田耕一郎 浜野忠夫 | 書記局長 市田忠義 | 政策委員會責任者 筆坂秀世 | 國會對策委員長 穀田惠二 | 參議院議員團長 吉岡吉典 |

- 社會民主党　-　改選3（共8）

| 黨首 | 副党首 清水澄子 谷本巍 東門美津子 淵上貞雄 | 幹事長 福島瑞穗 | 政策審議會長 辻元清美 | 國會對策委員長 中西績介 | 參議院議員會長 梶原敬義 |

- 無黨派　-　改選3（共13）

## 議員

### 選舉区当選
自民党   民主党   公明党   自由党   共產党   無黨籍 
| 北海道     | 北海道     | 青森縣     | 岩手縣   | 宮城縣   | 宮城縣   | 秋田縣     | 山形縣     | 福島縣     | 福島縣   |
| ---------- | ---------- | ---------- | -------- | -------- | -------- | ---------- | ---------- | ---------- | -------- |
| 伊達忠一   | 小川勝也   | 山崎力     | 平野達男 | 岡崎富子 | 愛知治郎 | 金田勝年   | 阿部正俊   | 太田豐秋   | 和田洋子 |
| 茨城縣     | 茨城縣     | 栃木縣     | 栃木縣   | 群馬縣   | 群馬縣   | 埼玉縣     | 埼玉縣     | 埼玉縣     |          |
| 狩野安     | 小林元     | 国井正幸   | 谷博之   | 山本一太 | 角田義一 | 佐藤泰三   | 高野博師   | 山根隆治   |          |
| 千葉縣     | 千葉縣     | 神奈川縣   | 神奈川縣 | 神奈川縣 | 山梨縣   | 東京都     | 東京都     | 東京都     | 東京都   |
| 倉田寬之   | 今泉昭     | 小林温     | 松本玲子 | 齋藤勁   | 中島真人 | 保坂三藏   | 山口那津男 | 鈴木寬     | 緒方靖夫 |
| 新潟縣     | 新潟縣     | 富山縣     | 石川縣   | 福井縣   | 長野縣   | 長野縣     | 岐阜縣     | 岐阜縣     |          |
| 真島一男   | 森裕子     | 野上浩太郎 | 沓掛哲男 | 松村龍二 | 吉田博美 | 羽田雄一郎 | 大野豔子   | 平田健二   |          |
| 静岡縣     | 静岡縣     | 愛知縣     | 愛知縣   | 愛知縣   | 三重縣   | 滋賀縣     | 京都府     | 京都府     |          |
| 竹山裕     | 榛葉賀津也 | 鈴木政二   | 大塚耕平 | 山本保   | 高橋千秋 | 山下英利   | 西田吉宏   | 松井孝治   |          |
| 大阪府     | 大阪府     | 大阪府     | 兵庫縣   | 兵庫縣   | 奈良縣   | 和歌山縣   | 鳥取縣     | 島根縣     |          |
| 谷川秀善   | 白濱一良   | 山本孝史   | 鴻池祥肇 | 辻泰弘   | 荒井正吾 | 世耕弘成   | 常田享詳   | 景山俊太郎 |          |
| 岡山縣     | 廣島縣     | 廣島縣     | 山口縣   | 德島縣   | 香川縣   | 愛媛縣     | 高知縣     |            |          |
| 片山虎之助 | 柏村武昭   | 溝手顯正   | 林芳正   | 北岡秀二 | 真鍋賢二 | 關谷勝嗣   | 田村公平   |            |          |
| 福岡縣     | 福岡縣     | 佐賀縣     | 長崎縣   | 熊本縣   | 大分縣   | 宮崎縣     | 鹿兒島縣   | 沖繩縣     |          |
| 松山政司   | 岩本司     | 陣内孝雄   | 田浦直   | 三浦一水 | 後藤博子 | 小齊平敏文 | 加治屋義人 | 西銘順志郎 |          |

#### 補選
| 年     | 月   | 選舉区   | 当選者   | 当選政党 | 從缺     | 從缺政党 | 從缺理由                       |
| ------ | ---- | -------- | -------- | -------- | -------- | -------- | ------------------------------ |
| 2002年 | 4月  | 新潟縣   | 黑岩宇洋 | 無黨籍   | 真島一男 | 自民党   | 去世                           |
| 2005年 | 10月 | 神奈川縣 | 川口順子 | 自民党   | 齋藤勁   | 民主党   | 參選第44屆日本眾議院議員總選舉 |

### 比例代表選出議員
自民党   民主党   公明党   自由党   共產党   社民党   保守党 
| 1-8   | 舛添要一 | 高祖憲治 | 大橋巨泉   | 山本香苗 | 大仁田厚   | 小野清子 | 藤原正司 | 紙智子   |
| 9-16  | 西岡武夫 | 岩井国臣 | 木庭健太郎 | 田嶋陽子 | 橋本聖子   | 尾辻秀久 | 池口修次 | 遠山清彦 |
| 17-24 | 武見敬三 | 櫻井新   | 朝日俊弘   | 筆坂秀世 | 田村秀昭   | 段本幸男 | 草川昭三 | 魚住汎英 |
| 25-32 | 大田昌秀 | 若林秀樹 | 清水嘉与子 | 渡邊孝男 | 福島啟史郎 | 近藤剛   | 伊藤基隆 | 井上哲士 |
| 33-40 | 廣野允士 | 森元恒雄 | 魚住裕一郎 | 藤井基之 | 佐藤道夫   | 扇千景   | 山東昭子 | 又市征治 |
| 41-48 | 小泉顯雄 | 福本潤一 | 神本美惠子 | 有村治子 | 吉川春子   | 大江康弘 | 中原爽   | 加藤修一 |

#### 遞補当選
| 遞補年月   | 当選者     | 名簿政党名 | 從缺     | 從缺理由             |
| ---------- | ---------- | ---------- | -------- | -------------------- |
| 2001年10月 | 中島啟雄   | 自民党     | 高祖憲治 | 辞職                 |
| 2002年2月  | 弦念丸呈   | 民主党     | 大橋巨泉 | 辞職                 |
| 2003年4月  | 田英夫     | 社民党     | 田嶋陽子 | 參選神奈川縣知事     |
| 2003年7月  | 小林美惠子 | 共產党     | 筆坂秀世 | 辞職                 |
| 2003年11月 | 藤野公孝   | 自民党     | 近藤剛   | 就任日本道路公團總裁 |

### 初次當選者
注意：曾經是眾議院議員的有「※」標示。
自由民主黨
| - 荒井正吾 - 有村治子 - 大仁田厚 - 加治屋義人 - 小泉顯雄 | - 高祖憲治 - 小齊平敏文 - 後藤博子 - 小林温 - 近藤剛 | - 櫻井新※ - 伊達忠一 - 段本幸男 - 西銘順志郎 - 野上浩太郎 | - 福島啟史郎 - 藤井基之 - 舛添要一 - 松山政司 - 森元恒雄 | - 吉田博美 |

民主黨
| - 池口修次 - 岩本司 - 大塚耕平 - 大橋巨泉 - 神本美惠子 | - 榛葉賀津也 - 鈴木寬 - 谷博之 - 辻泰弘 - 藤原正司 | - 松井孝治 - 山根隆治 - 山本孝史※ - 若林秀樹 |

公明黨
- 遠山清彦
- 草川昭三※
- 山口那津男※
- 山本香苗

日本共產黨
- 井上哲士
- 紙智子

自由黨
- 大江康弘
- 西岡武夫※
- 平野達男
- 廣野允士※
- 森裕子

社會民主黨
- 大田昌秀
- 田嶋陽子
- 又市征治

無黨派
- 愛知治郎
- 柏村武昭

### 重返參議院者
自由民主黨
- 小野清子
- 山東昭子
- 真島一男

### 隱退不參選者
自由民主黨
| - 石井道子 - 石渡清元 - 岩崎純三 - 海老原義彦 - 岡野裕 | - 鹿熊安正 - 鎌田要人 - 須藤良太郎 - 成瀨守重 - 柳川覺治 | - 吉川芳男 |

民主黨
| - 足立良平 - 久保亘 - 菅野久光 - 寺崎昭久 - 松崎俊久 | - 吉田之久 |

公明黨
- 海野義孝
- 大森礼子
- 但馬久美
- 益田洋介

日本共產黨
- 須藤美也子
- 橋本敦

自由黨
- 高橋令則

社會民主黨
- 菅野寿
- 日下部禧代子

保守黨
- 金石清禅
- 星野朋市

無黨派
- 松前達郎

### 落選的原議員
自由民主黨
| - 釜本邦茂 - 龜谷博昭 - 末廣真季子 - 鈴木正孝 - 中島啟雄 | - 水島裕 - 依田智治 |

民主黨
- 石田美榮
- 小山峰男
- 菅川健二
- 竹村泰子
- 前川忠夫

日本共產黨
- 阿部幸代
- 笠井亮
- 山下芳生

自由黨
- 戶田邦司

社會民主黨
- 梶原敬義
- 清水澄子
- 谷本巍
- 田英夫
- 三重野榮子

自由連合
- 石井一二

無所属
| - 黑岩秩子 - 笹野貞子 - 照屋寬徳 - 長峯基 - 畑惠 | - 長谷川道郎 |

## 外部連結
- 第19回參議院議員選舉